# Oscillateur isospring
 (avril 2023).
Pour les articles homonymes, voir oscillateur.
L'oscillateur isospring (contraction des mots anglais isotropic, «isotrope» et spring, «ressort») est, en horlogerie, un modèle de dispositif mécanique d'échappement développé à l'École polytechnique fédérale de Lausanne, dont l'objectif est d’aboutir à une montre à mouvement continu et plus précis par rapport aux systèmes mécaniques existants. Selon l'EPFL, les guidages flexibles devraient permettre une amélioration du facteur de qualité et de la précision du chronométrage.

## Contexte

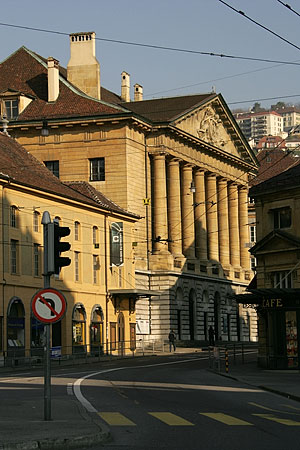
L'hotel de ville de Neuchâtel.

Historiquement avant l'arrivée des systèmes de mesure du temps électronique, l'horlogerie mécanique était la seule base de temps précise. Construire des appareils horaires précis, faire éprouver et garantir leur capacité de tenue de l’heure ont longtemps été indispensables pour la science et la navigation. Ainsi en comparant leur chronomètre affichant le temps du lieu de départ avec le temps local, les voyageurs arrivaient à en déduire leur longitude.

À l'heure actuelle[Quand ?] l’horlogerie mécanique, est érigée au niveau d’un art. Le défi n’est plus de la rendre la plus précise possible. 
En plus de 200 ans de recherche, les horlogers suisses ayant développé le système d'échappement à ancre suisse n'ont pas su améliorer le système d'échappement pour atteindre un rendement supérieur à 35%.[réf. nécessaire] Cela affecte son facteur de qualité, critère qui définit la durée de fonctionnement d'un oscillateur libre. Or de nos jours[Quand ?], la valeur de nos mécanismes horlogers réside maintenant dans l’autonomie, la durabilité d’une précision qui satisfait aux besoins quotidiens.

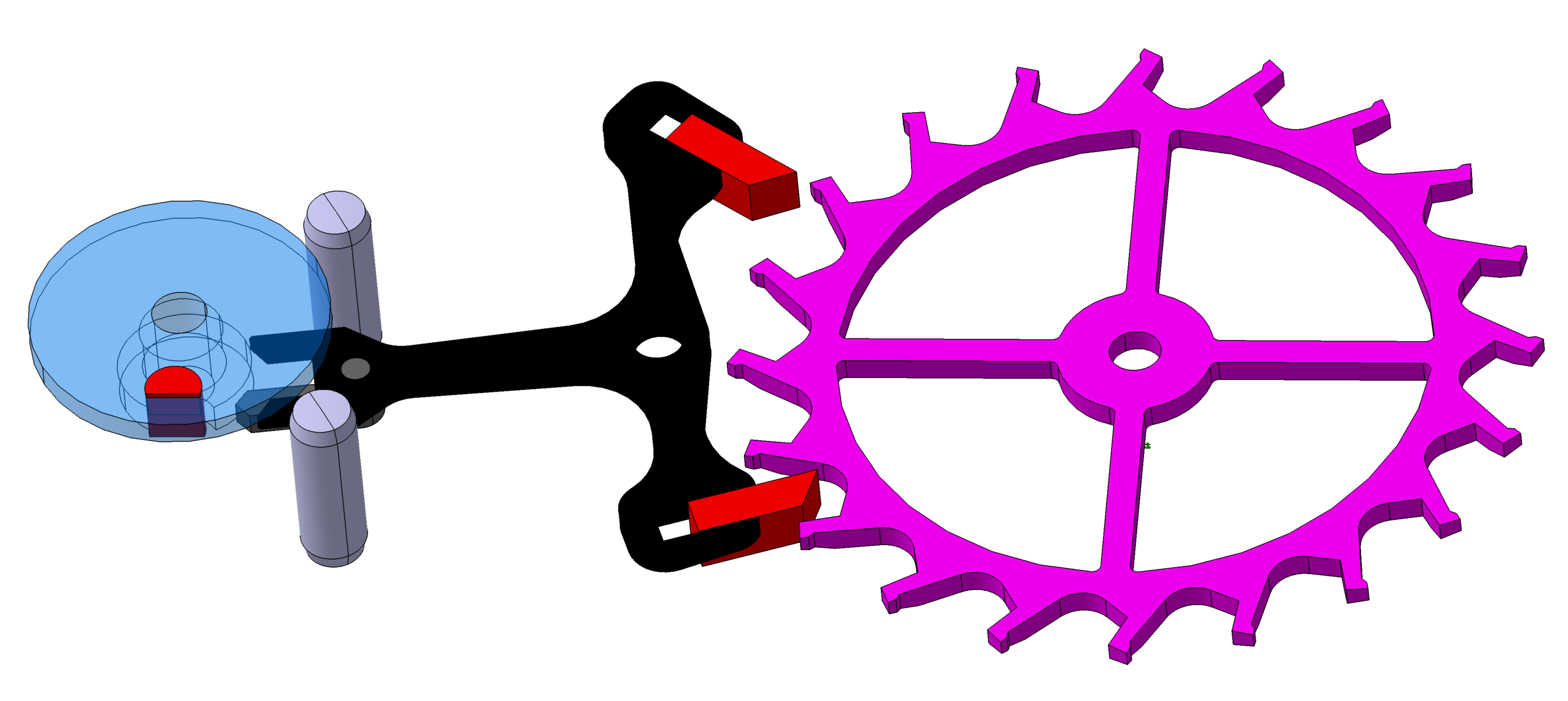
échappement à ancre suisse

Depuis la crise du quartz de 1970, l'horlogerie mécanique est devenue plus luxueuse et réservée, et s'est recentrée sur la recherche d'implémentations purement mécaniques. Le Swiss made redevient[Quand ?] un critère de qualité et domine le marché de la montre.

## Aspects techniques

### Divergence avec l’échappement à ancre suisse
Malgré des siècles de recherches et d'avancées techniques, le mécanisme d'échappement utilisé pour compter et entretenir les oscillations des bases de temps mécaniques reste complexe et une source majeure de pertes d'énergie. L’échappement à ancre utilisé dans la majorité des montres mécaniques a été imaginé en 1769 par l’horloger britannique Thomas Mudge et fonctionne en arrêtant complètement le train d'engrenage de la montre, immobilisant les rouages 90% du temps. Ensuite, le balancier libère l'ancre, celle-ci lui fournissant une impulsion pour maintenir l'oscillation, l'ancre se retrouve de nouveau arrêtée, puis lorsque le balancier reviendra, il effectuera de nouveau le même cycle dans la direction inverse. Le mouvement s’effectue donc par chocs successifs qui produisent le son caractéristique du tic-tac des montres et horloges mécaniques. Les contacts répétés de l’ancre avec la roue d’échappement induisent des frottements, d’où l’imperfection intrinsèque du principe de l’échappement. En raison des pertes d’énergie associées aux frottements des palettes et à son fonctionnement intermittent, le rendement mécanique des échappements actuels ne dépasse pas 35%.

### Facteur de qualité

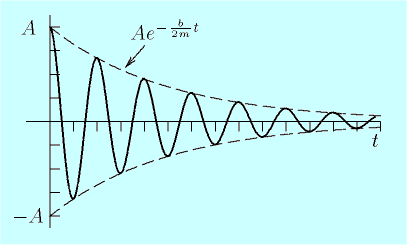
évolution de l'amplitude d'un oscillateur au cours du temps

Le facteur de qualité permet de représenter à quel point le frottement limite le mouvement d’un oscillateur horloger. Ce facteur mesure le nombre d’oscillations qu’effectue un oscillateur libre (découplé du ressort qui le meut normalement) avant que son amplitude angulaire ne représente plus que 4,3% de l’amplitude d’origine. Ainsi, le facteur de qualité  d'une montre-bracelet est celui de son oscillateur, le balancier-spiral, dont la valeur est de seulement 200 en général. À titre de comparaison, le facteur de qualité d’une montre à quartz dépasse les 100000 et celui de l’horloge de clocher la plus précise du monde, le Big Ben à Londres, est de 9 300…

### Modèle
Le concept d’isotropie est à l’origine du nom de l'oscillateur IsoSpring, par contraction des mots anglais isotropic («isotrope») et spring («ressort»).
L’objectif d’IsoSpring est d’aboutir à une montre mécanique au mouvement intrinsèquement continu, plus précis (la référence mondiale actuelle d'une seconde est la transition entre les deux niveaux hyperfins de l'état fondamental de l'atome de césium 133, cette référence n'ayant historiquement pas toujours été la même), plus autonome et d’une réalisation plus simple (il est intéressant pour les acteurs mis en jeu lors de la fabrication d'avoir des pièces plus simples à usiner). La mesure du temps, a son origine dans les cycles naturels : les 24 heures d’une journée correspondent au mouvement apparent du Soleil autour de la Terre ; les quelque 30 jours du mois au cycle lunaire.
Le concept d'isospring se base sur les recherches de Newton sur le mouvement continu des planètes autour du soleil.
Le modèle de base proposé par l'Instant Lab pour IsoSpring est un oscillateur composé de deux chariots emboîtés et attachés à des lames flexibles. Un déplacement minime, Δx, du premier chariot dans la direction X se traduit par une force de rappel proportionnelle à ce déplacement et entraîne aussi le deuxième chariot, relié au premier; de même, un déplacement minime, Δy, du deuxième chariot dans la direction Y, perpendiculaire à X, se traduit par une force de rappel proportionnelle à ce déplacement. Les lames utilisées sont dimensionnées de telle sorte que le chariot secondaire est rappelé avec la même force par unité de longueur (la même constante de ressort) dans la direction X et dans la direction Y, afin qu’il produise un mouvement elliptique comme attendu et soit donc isotrope.
Son principe assure un mouvement cyclique continu et unidirectionnel. De plus, l'utilisation de guidages flexibles augmente le facteur de qualité de la base de temps et réduit d'éventuels frottements, ce qui conduit à d'autres améliorations potentielles de la précision du chronométrage et de la consommation d'énergie. En utilisant des techniques de transmission de mouvements se basant sur la propriété des matériaux (guidages flexibles) le rendement peut dépasser les 90%. La réserve de marche de la montre s'en retrouve très grandement augmentée et celle-ci tourne plus longtemps pour un même remontage. La base de temps mécanique IsoSpring résout le problème d'efficacité de l'échappement en l'éliminant complètement avec l'introduction de l'oscillateur 2-DOF(2 degrés de liberté, donc des mouvements selon un plan). Par ailleurs, le mouvement de l’oscillateur est entretenu par une manivelle reliée au ressort de barillet, c’est-à-dire au ressort moteur du mécanisme d’horlogerie (celui qui doit être remonté, et fournit ensuite l'énergie à toute la montre). Ce dispositif remplace l’échappement en restituant de manière continue à l’oscillateur l’énergie qu’il perd par frottement.

## Applications du modèle
Il existe quelques applications et exportations du principe d'Isospring. Le modèle présenté ci-dessus sert ici de référence mais n'est qu'une solution choisie par les acteurs. Ci-dessous voici des implémentations concrètes du principe Isospring:
- horloge neuchâteloise[10]
- projet wattwins en horlogerie[11]
- oscillateur sphérique à propriété de pendule de foucault[12]